# The Lady and the Mouse
The Lady and the Mouse è un cortometraggio muto del 1913 scritto e diretto da D.W. Griffith.

## Produzione
Il film fu prodotto dalla Biograph Company. Venne girato in California.

## Distribuzione
Distribuito dalla General Film Company, il film - un cortometraggio di una bobina - uscì nelle sale cinematografiche statunitensi il 26 aprile 1913. Ne fu fatta una riedizione tre anni dopo e venne distribuito il 13 marzo 1916.